# Dietrich Neumann (Architekt, 1929)
Dietrich Neumann (* 25. August 1929 in Insterburg/Ostpreußen; † 21. August 2023) war ein deutscher Architekt und Hochschullehrer.

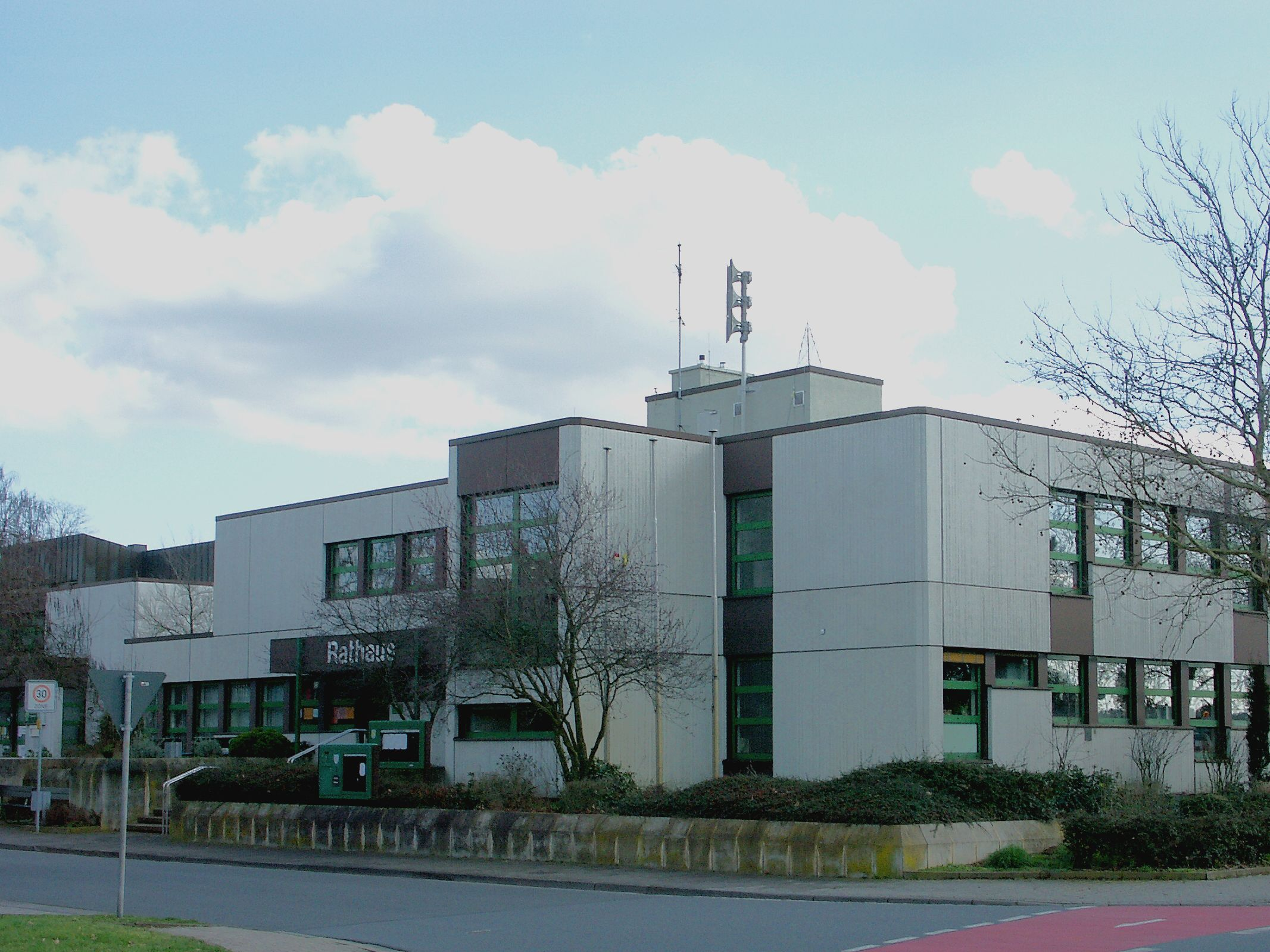
Rathaus Erzhausen (Aufnahme 2007)

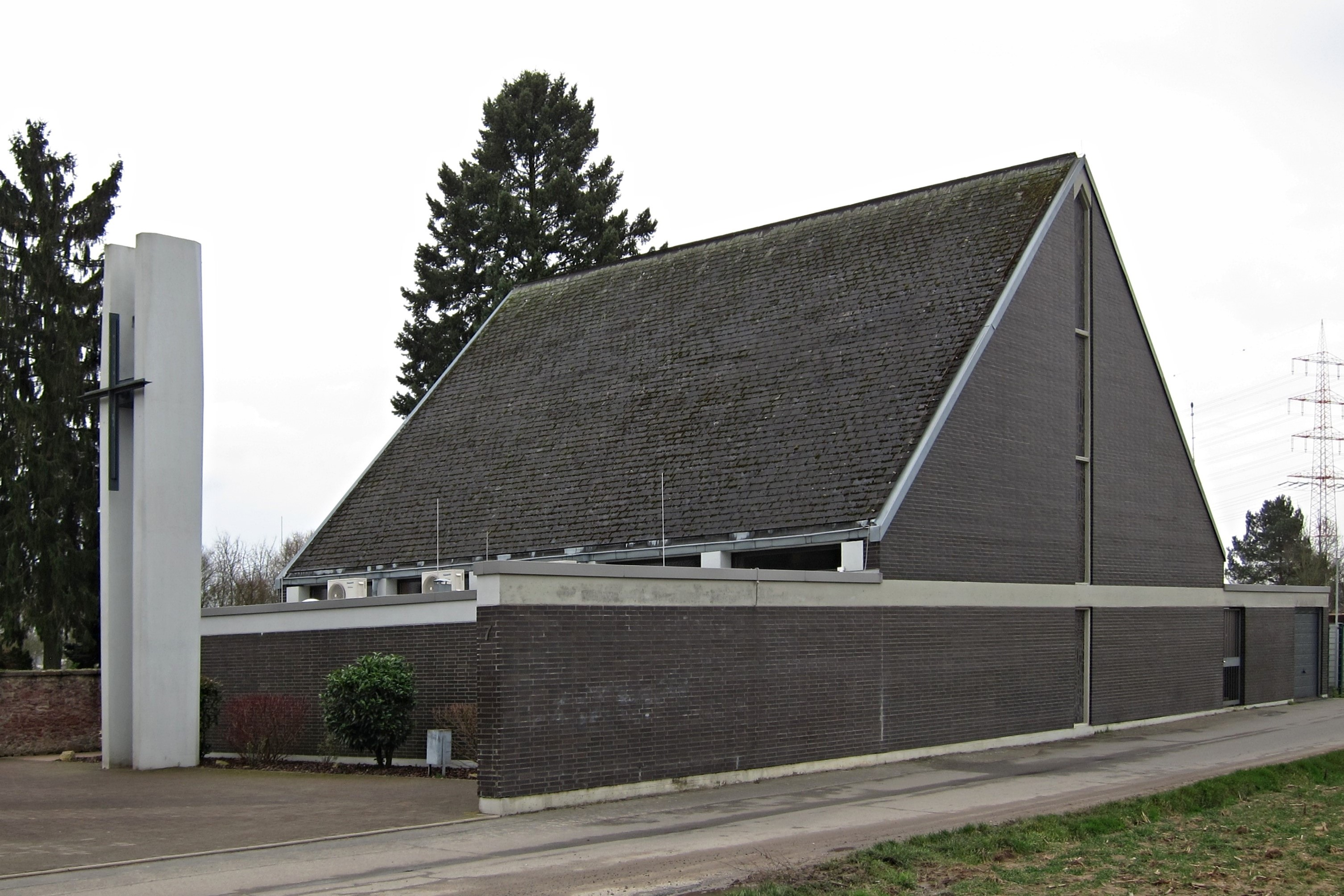
Friedhofshalle (2018)

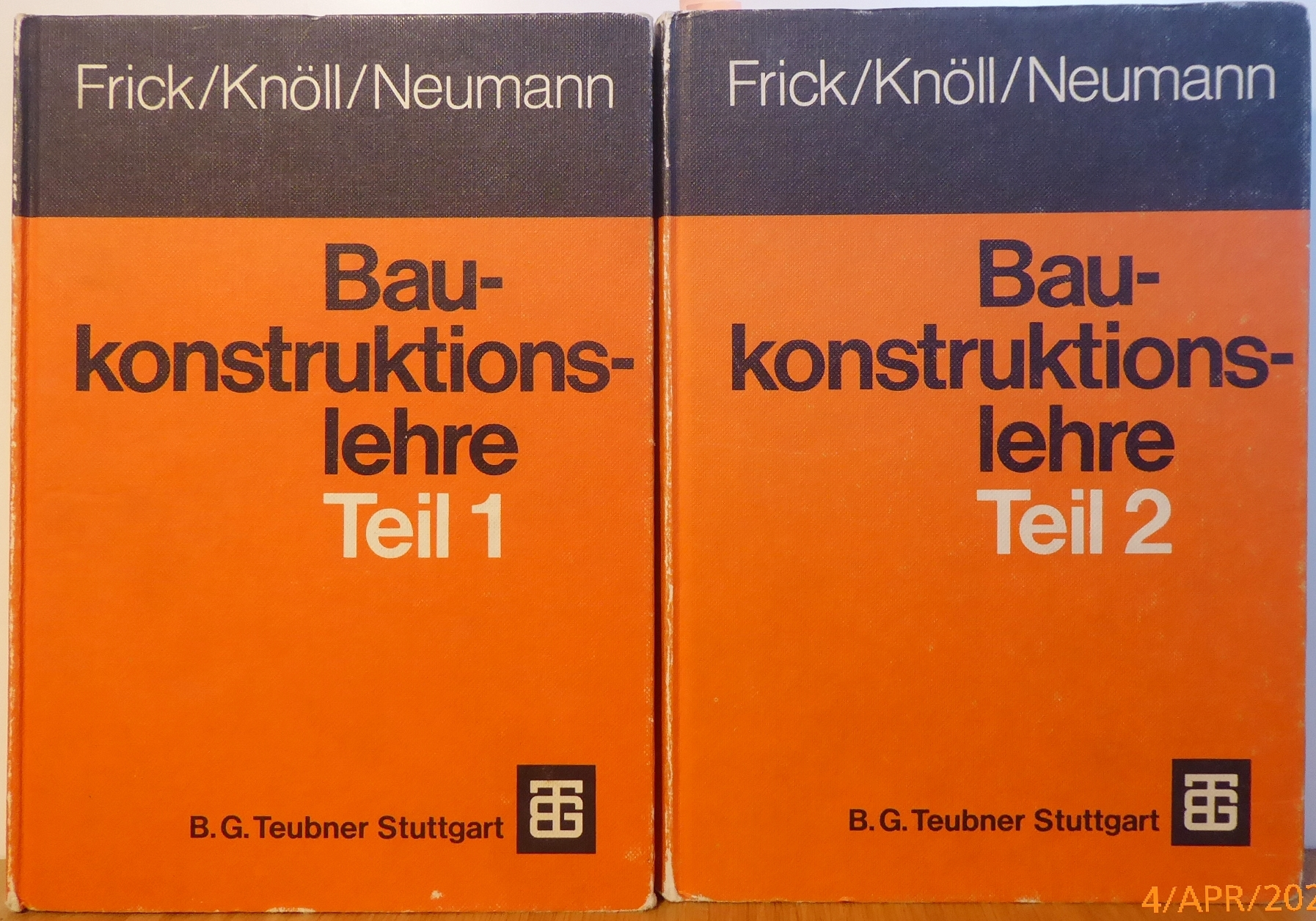
„Baukonstruktionslehre“, Ausgabe 1979

## Leben
Dietrich Neumann studierte nach einem Abitur in Nordrhein-Westfalen ab 1951 Architektur an der Technischen Hochschule Darmstadt. Dann arbeitete er in diversen Architekturbüros und bei Behörden und war danach wissenschaftlicher Mitarbeiter am Battelle-Institut in Frankfurt am Main und dort als Projektleiter von Groß- und Spezialprojekten sowohl in Deutschland als auch im Ausland tätig.
Ab 1964 war Neumann Dozent an der Ingenieurschule für Bauwesen Darmstadt, die 1971/72 in der Fachhochschule Darmstadt (2006 umbenannt in Hochschule Darmstadt) aufging, wo er ab 1972 als Professor für Entwerfen, Baubetrieb und Baukonstruktionslehre lehrte sowie langjährig als Dekan des Fachbereichs Architektur wirkte. Seine Wirkungsstätte war das 1962 fertiggestellte sogenannte Atriumsgebäude der Studiengänge Bauingenieurwesen und Architektur. Gegen Ende seiner Dienstzeit als Hochschullehrer wechselte Neumann 1991 bis 1992 als Gründungsdekan der neuen Architektur-Fakultät an die Fachhochschule Erfurt. 1992 wurde er pensioniert.
Neumann lebte seit 1961 mit seiner Familie in Erzhausen bei Darmstadt, wo er 1964 ein eigenes Architekturbüro eröffnete. Der Schwerpunkt seiner jahrzehntelangen Arbeit als selbständiger Architekt lag in der Planung und Bauausführung von Industrie-, Schul-, Verwaltungs- und Wohnungsbauten. Neumann entwarf – zusammen mit dem Architekten Egon Gärtner – unter anderem das neue Rathaus von Erzhausen.

## Wirken
Herausragende Bedeutung hatte Dietrich Neumann für mehrere Generationen von Architekturstudenten als Fachbuchautor des seit 1909 erscheinenden zweibändigen Standardwerkes zur „Baukonstruktionslehre“, den sogenannten „Frick/Knöll/Neumann“, den er von 1975 bis 2006 über drei Jahrzehnte lang zusammen mit seinem Darmstädter Hochschulkollegen Ulrich Weinbrenner (1935–2011) bearbeitete und herausgab.
Dietrich Neumann war ehrenamtlich von Anfang der 1970er bis Mitte der 1980er Jahre tätig im Gemeinderat Erzhausen und von 1991 bis 2015 im Vorstand der dortigen evangelischen Kirchengemeinde. Sein Engagement wurde 2019 mit dem Ehrenbrief des Landes Hessen geehrt.

## Bauten
Als selbständiger Architekt plante und baute Neumann vor allem Bauten in seinem Wohnort Erzhausen:
- 1967: Neubau des evang. Gemeindehauses (mit „Sechseckraum“) als Anbau an der evang. Kirche[10]
- 1968: Neubau Friedhofshalle[11]
- 1977–78: Neubau Tennis-Clubhaus
- 1981–83: Neubau Rathaus mit Gemeindezentrum (zusammen mit Architekt Egon Gärtner)[12][13]
- Ende 1980er Jahre: Neubau Kindergarten Sandhügelstraße (zusammen mit Architekt Egon Gärtner)
- 2005: Erweiterung des Anbaus an der evang. Kirche[10]
- 2016–18 (Entwurf 1994): Neubau Seniorenzentrum[14]

## Schriften
- Baukonstruktionslehre / Frick-Knöll-Neumann, bearbeitet und hrsg. von Dietrich Neumann und Ulrich Weinbrenner, 2 Teile. B. G. Teubner-Verlag, Stuttgart, 26. bis 34. Auflage, 1979 bis 2006.
- Die Kirche in Erzhausen im Wandel der Zeiten. Eine kleine Baugeschichte 900 bis 2005. Zur Einweihung des Kirchenanbaues am 2. Oktober 2005 zusammengestellt von Dietrich Neumann. 2. ergänzte und durchgesehene Auflage. Erzhausen 2005. (unpaginiertes Digitalisat, abgerufen am 4. April 2021. Darin auch Beschreibung der Neumann-Anbauten von 1967 und 2005)
- Abschied in Würde. Eine ausgeklügelte Architektur und die spezielle Farbgebung der Glaselemente verleihen der Friedhofshalle den passenden Rahmen für die Begegnung mit dem Tod. In: 750 Jahre Erzhausen, Gemeinde miitten im Grünen, Hrsg. Gemeinde Erzhausen. Erzhausen 2014 (Digitalisat, abgerufen am 4. April 2021), S. 57.